# Musée des Beaux-Arts de Winterthour
Le musée des Beaux-Arts de Winterthour, appelé en allemand Kunst Museum Winterthur, est un musée d'art situé dans la ville zurichoise de Winterthour, en Suisse.

## Histoire
C'est en 1848 qu'est fondée une association artistique qui sera à l'origine du musée d'art de Winterthour et qui possède encore de nos jours la collection de ce musée ; elle est subventionnée par la ville et le canton, mais repose également en grande partie sur des contributions privées. Dès sa création, le musée s'est spécialisé dans l'art contemporain : tout d'abord l'impressionnisme, puis le postimpressionnisme.
Le musée s'installe, dès 1915, dans un bâtiment situé au centre de la ville, créé par les architectes Robert Rittmeyer (de) et Walter Furrer et qui accueille également le musée d'histoire naturelle (de) et une annexe de la bibliothèque publique (de). Il a été agrandi en 1995 d'une aile moderne créée par Gigon/Guyer. L'ensemble des deux musées et de la bibliothèque est inscrit comme bien culturel suisse d'importance nationale.
En 2013, la fondation a célébré son centième anniversaire avec la création d'une sculpture de Richard Deacon à côté du bâtiment du musée.

## Collections
Les collections du musée sont  riches de nombreuses peintures dont certaines de Claude Monet, Alfred Sisley, Vincent van Gogh, Odilon Redon, Pierre Bonnard, Édouard Vuillard, Félix Vallotton, Georges Braque, Juan Gris, Fernand Léger, Pablo Picasso, de sculptures d'Auguste Rodin, Medardo Rosso, Constantin Brâncuși, Alexander Calder, Henri Laurens, Wilhelm Lehmbruck et Aristide Maillol. René Magritte est représenté par Le Monde perdu, de 1928.
Elles contiennent également de nombreuses pièces d'art contemporain international : Ellsworth Kelly, Philip Guston, John Chamberlain, Eva Hesse, Agnès Martin, Robert Ryman, Robert Mangold, Brice Marden, Richard Tuttle (pour l'art américain) Lucio Fontana, Piero Manzoni, Luciano Fabro, Yannis Kounellis, Mario Merz, Giulio Paolini, Giuseppe Penone (pour l'art italien).
Une partie des collections de la période d'avant 1900 sont exposées dans le musée Oskar Reinhart.